# 約斯 (喬治亞州)
約斯（英語：Youth）是位於美國喬治亞州沃爾頓縣的一個非建制地區。該地的面積和人口皆未知。

## 地理
約斯的座標為33°47′07″N 83°51′22″W / 33.78528°N 83.85611°W，而該地的平均海拔高度為284米（即932英尺）。